# Epikie
Epikie (altgriechisch ἐπιείκεια epieíkeia ‚Billigkeit, Nachsicht‘, zu Homers ἐπιεικής epieikḗs ‚schicklich, gebührend, geziemend, angemessen, von milder Gesinnung, geeignet, rechtlich, anständig, wohlwollend‘) ist eine Tugend, die nach Aristoteles (EN V, 1137 a 31–1138 a 3) dem Menschen hilft, sich in schwierigen Lebenssituationen ethisch gut zu verhalten, auch wenn er übergeordnete Normen nicht einhalten kann.
So geht es hier um sittliches Verhalten in Fällen, für die keine Gesetze existieren, beziehungsweise in konkreten Situationen, die der Gesetzgeber nicht vorhersehen konnte. So ist es in Grenzfällen möglich, dass das bestehende Gesetz zwar generell eine strafbare Handlung beschreibt, der Täter jedoch einen eminent wichtigen Aspekt vortragen kann, der im Wortlaut des Gesetzes nicht aufgeführt ist. Gegebenenfalls kann die Intervention des Täters im Hinblick auf die Tatsache, dass der Gesetzgeber ebendiesen einmaligen Aspekt damals bei der Formulierung des Gesetzes nicht kennen konnte, zu einem Freispruch respektive zu einer Strafmilderung führen. Der Rechtsstandpunkt der Epikie widerspricht daher nicht den existierenden Gesetzen, weicht aber dennoch im Sinne der Gerechtigkeit davon ab.
Epikie ist Teil einer Individualethik und für die katholische Soziallehre eine Tugend. Im Laufe der Theologiegeschichte wurde die Epikie in einem weitherzigen Sinn verteidigt, z. B. bei Thomas von Aquin († 1274) – als aequitas –, Philipp Melanchthon (1497–1560) und Alfonso Maria de Liguori (1696–1787).

## Weiterführende Literatur
- Anil-Martin Sinha, Franz Wiedemann: Die Bedeutung der Epikie bei Aristoteles für das ärztliche Handeln. In: Würzburger medizinhistorische Mitteilungen. Band 22, 2003, S. 105–112.